# Casa del Saggio
La Casa del Saggio o del Saggiatore è un edificio civile del centro storico di Firenze, situato in piazza del Mercato Nuovo 19r-20r-21r angolo via Val di Lamona 2-4.

## Storia e descrizione
Era qui - come peraltro documenta la denominazione del "Canto del Saggio" - la sede del saggio, cioè il luogo dove si verificava sia la caratura, sia il peso e conio delle monete, sia la qualità e le misure della merce di lusso contrattata nel vicino mercato (saggio della mercanzia). 
In questo sito esisteva un'antichissima torre scapitozzata, appartenuta in origine ai Giandonati, che venne concessa dalla Signoria alla Mercanzia per l'ufficio del saggio dei fiorini e delle altre monete. L'edificio doveva essere interessante non tanto per la sua costruzione quanto per gli ornamenti che vi furono fatti all'esterno. Fra le altre cose vi era stato collocato un magnifico orologio meccanico che segnava l'inizio e la fine delle contrattazioni, progettato da Lorenzo della Volpaia e del quale gli storici narrano cose meravigliose: indicava infatti non solo le ore, ma anche gli anni, l'ingresso dei solstizi e degli equinozi, ed era ricchissimo di decorazioni. 
Quando la Mercanzia trasferì altrove gli Ufficiali del Saggio, e ai primi del XVI secolo cedette la torre a Manno degli Ughi, in cambio di un podere; dagli Ughi la casa passò poi ai Cavalcanti e agli Zati, poi alle monache di San Pier Maggiore. Con l'uso privato venne meno la manutenzione del complicato orologio, che verosimilmente già nel XVI secolo venne smantellato. 
Marcello Jacorossi ricorda anche l'esistenza di un'edicola devozionale esistita almeno fino all'Ottocento: "Sopra alle botteghe era un tabernacolo nel quale è dipinta l'Annunciazione. Questo tabernacolo fu fatto fare nel 1584 da Niccolò Borgherini nella fiducia che la devota immagine potesse mettere un freno alle bestemmie dei sensali e dei facchini che qui si radunavano per il mercato, allora attivissimo". Inoltre dal 1586 sulla facciata i Buonomini di San Martino avevano fatto collocare una buca delle elemosine affidandosi alla generosità dei mercanti e dei loro ricchi clienti. Vi si leggeva in rima una curiosa esortazione a donare, nota da trascrizioni:
IESUS MARIA - AN. DOM. MDLXXXVI

QUEL CHE HO FU GIÀ D'ALTRUI

ET SARÀ NON SO DI CHUI

TANTO DIR POSSO CHE MIO

QUANTO MANGIO E DO PER DIO

OGNUN PENSI AL FINE

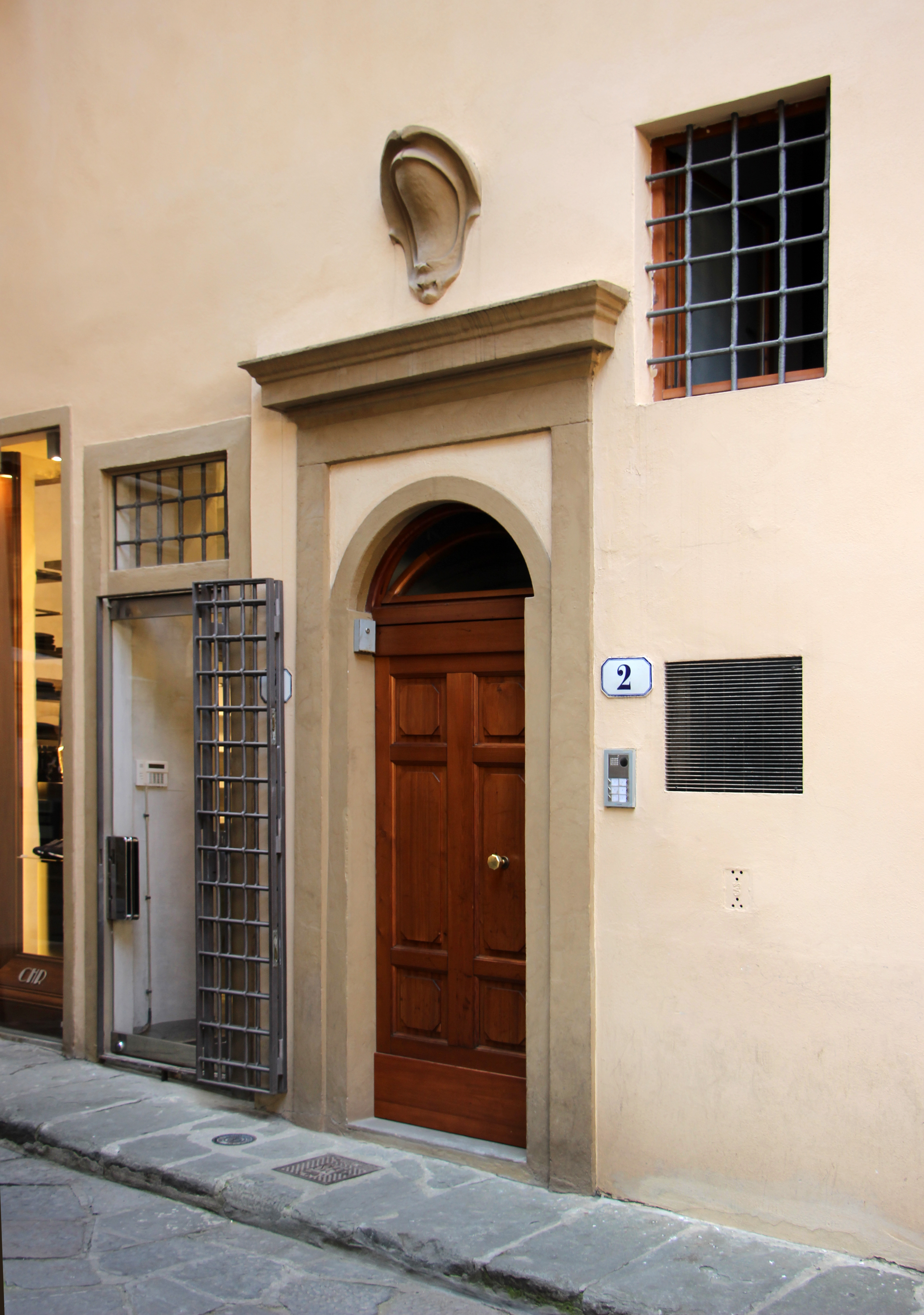
Il portale su via Val di Lamona

Attualmente l'edificio, nonostante questa ricca storia, appare di carattere sufficientemente anonimo: nella parte inferiore, a guardare alla piazza del Mercato Nuovo, per l'altezza di due piani e l'ampiezza di due archi, vi è un parato a bugne di pietra di carattere trecentesco, portato alla luce e ampiamente integrato a seguito di un intervento di ripristino del carattere medievale della fabbrica, datato al 1931, seguito da un ulteriore intervento di restauro degli anni settanta del Novecento. Sul portale al n. 2 compare uno stemma vuoto, forse un tempo dipinto, databile all'intervento del 1931. La parte alta è frutto di un intervento di riconfigurazione (e forse in parte di soprelevazione) databile al Settecento, che ha fornito l'edificio di un terrazzino centrale. All'interno dell'esercizio commerciale che occupa il terreno sono deboli tracce di antichi dipinti murali.